# Culture enfantine
La culture enfantine peut qualifier la culture entretenue et transmise par les enfants eux-mêmes sans intervention d'adultes, par exemple les comptines, les rondes, les jeux. A côté existe celle produite par les adultes à destination des enfants. Ces deux aspects s'inspirent et s'imbriquent souvent, (ainsi certains "héros" de bandes dessinés deviennent des passions autonomes dans le public des enfants, échappant à leurs créateurs commerciaux), mais sont à bien distinguer.
De nombreux artistes, intellectuels et professionnels dans tous les domaines culturels ont créé pour un public enfantin, en tentant de s'adapter à leurs attentes. Souvent, les œuvres de culture enfantine sont créées avec en filigrane une volonté éducative. Quelques éléments de cette culture enfantine ont également tendance à se mondialiser.

## Histoire de la culture enfantine
La culture enfantine est probablement vieille comme l'humanité elle-même. Traditionnellement, l'enfant est considéré comme une personne et dans la noblesse comme dans les basses classes, il a toujours été forcé, dès que sa force le permettait, à s'adonner aux tâches qu'il exercerait toute sa vie. Durant la période où ils étaient inutiles, les enfants étaient confiés à leurs aînés, à des nourrices ou plus rarement à leur mère qui devaient les occuper. Il existe de fait dans la culture populaire un ensemble d’œuvres et d'activités qui leur sont consacrés : contes traditionnels, poupées, marionnettes, jeux, cirque, etc. On trouve aussi une archéologie du jouet et du jeu dans nombre de cultures du globe, apportant un éclairage sur la vie de ces enfants, les rêves, les règles et les normes qui les habitent depuis le plus jeune âge et également sur la relation adultes/enfants.
Le XXe siècle a été un tournant majeur pour la culture enfantine : avec l'émergence de nouvelles méthodes pédagogiques (dont l'éducation nouvelle), la condition individu à part entière des enfants émerge, et avec elle la possibilité de pourvoir une éducation parentale plus adaptée. Le regard sur les pratiques des enfants a également évolué. Sur les jeux, par exemple, ils ont été longtemps considérés comme des divertissements insignifiants, ou comme la résurgence sans grand intérêt d'anciennes incantations. Mais l'ouvrage de Johan Huizinga, Homo Ludens, publié en 1938 s'emploie à montrer que le jeu est à la fois invention, liberté et discipline, et que toutes les manifestations culturelles viennent du jeu.
La création culturelle contemporaine a inventé des produits entièrement nouveaux spécialement dédiés à l'enfance, en particulier la littérature enfantine et les jouets. Certains support, tels les jeux de société, les films d'animation ou plus récemment les jeux vidéo, ont une histoire indissociablement liée à leur jeune public, qui représente une part majeure de leurs cibles (mais pas à leurs débuts).
Une part de connaissances et d'imaginaire collectif, qu'on peut qualifier de culture, à l'état plus ou moins rudimentaire, est entretenue par les enfants eux-mêmes dans leurs relations sociales hors de toute intervention d'adultes.
Le premier lieu d'échange hors de l'autorité est la cour de récréation, avec ses activités (par exemple le jeu du loup en France, ou son équivalent, la «tag» au Québec), ses histoires et légendes urbaines qui circulent parmi les enfants, etc. On constate aussi la transmission et la diffusion de coutumes comme les formulettes d'élimination (plouf-plouf) ou la règle du « prems ! », et d'expressions chantées comme nananère.
Une autre part de cette culture est alimentée par des productions adultes (télévision, star-système, modes…) mais accaparée, transformée puis entretenue et transmise par les enfants entre eux. Des jeux comme les Pokémon, les pogs, ou des blagues véhiculées par des bonbons (Carambar, etc.) peuvent rentrer dans cette catégorie, avec une tendance à la mondialisation d'éléments, appuyés par une industrie, notamment américaine, avec une société telle que la Walt Disney Company, ou japonaise, avec l'exemple des Pokémon,.
Le caractère magique et le merveilleux sont souvent associés à la perception de l'enfance, donc très présents dans la culture enfantine.

## Création culturelle pour l'enfant
La création pour l'enfant est souvent liée aux théories psychologiques de l'enfance. La volonté est souvent éducative en même temps qu'artistique : apporter à l'enfant de quoi construire sa vision du monde et des connaissances de façon ludique.
Cette création est souvent accompagnée ou réalisée par des personnes étudiants les enfants, en particulier pédiatres, psychologues, pédagogues, enseignants… Certaines entreprises spécialisées, comme Playmobil, font directement appel à des enfants pour concevoir leurs collections.

### Adaptation de la culture à l'enfance
Une part importante des œuvres produites pour les enfants sont en fait des adaptations d’œuvres destinées à un public plus âgé, voire adulte. Ces adaptations sont réalisées pour être en adéquation avec l'âge et la maturité de l'enfant.

## Exemples de culture enfantine

### La littérature enfantine
Contes, livres pour enfants, éditions et collections spécialisées pour enfant, littérature permettant de stimuler l'imaginaire et d'accompagner l'entrée des enfants dans l'écrit, bande dessinée, etc.

### Le cinéma et l'audio-visuel pour enfants
Dessins animés, films pour enfants, émissions télévisées pour enfants, etc.

### Les spectacles pour enfants
Cirque, théâtre pour enfants, marionnettes, etc.

### La musique adressée aux enfants
Rondes et comptines, chansonnettes, etc.
Le Carnaval des animaux (Camille Saint-Saëns, 1886), Pierre et le Loup (Sergueï Prokofiev, 1936) et The Young Person's Guide to the Orchestra (Benjamin Britten, 1946) sont des œuvres orchestrales qui ont été composées spécialement à l'intention des enfants, pour faciliter l'éveil musical.

### L'art pictural adressé aux enfants
Illustration, etc.

### Le jeu
Jouets, jeux de société, modélisme, jeu de billes en cour de récréation, etc.